# Academiska och Stifts Tidningar utgifne i Lund
Academiska och Stifts Tidningar utgifne i Lund för år 1773 av G. S. (Gustaf Sommelius).

## Historik
Tidningen trycktes hos. C. G. Berling  Berlingska boktryckeriet i Lund 1773 med frakturstil och antikva. Titeln på de särskilda numren är blott: Tidningar Utgifna i Lund 1773.
De 11 första numren av tidningen kom ut på obestämda dagar under januari till mars, men fr. o. m. nr 12  den 27 mars började den utgivas en dag i veckan på lördagar, med 8 sidor i oktavformat 14 x 7,4 cm, 50 nummer på 200 sidor. Priset för tidningen var 2 daler kopparmynt.
Utgivaren var den Akademiska bibliotekarien professor Gustaf Sommelius. Tidningen innehöll en förteckning på universitetets tjänstemän och Lunds stifts prästerskap samt skolstat, jämte biografier och nyheter. Utgivningen upphörde med 1773 års slut.